# Rainerova chata
Rainerova chata (polsky Rainerowa Chatka, maďarsky Rainer-kunyhó, německy Rainer-Hütte) je nejstarší vysokohorská chata ve Vysokých Tatrách. Je umístěna nedaleko od horní stanice lanovky na Hrebienok v ústí Velké studené doliny. Byla založena roku 1863 spišským Němcem, smokovským hoteliérem Johannem Georgem Rainerem. Po vybudování chaty Kamzík o 19 let později zanikla. Rainerova chata poté sloužila jen jako noclehárna vůdců a nosičů, později byla využívána jako skladiště nebo garáž. Sousední chata Kamzík byla v roce 1980 kvůli špatnému technickému stavu zrušena.
Rainerova chata byla obnovena v roce 1998. V chatě je umístěna výstava o minulosti a současnosti horských nosičů, sbírka historického horolezeckého náčiní a starých lyží. Chata je otevřena celoročně a kromě občerstvení slouží také jako infocentrum.
V roce 2008 navštívila chatu britská královna Alžběta II. společně s korunním princem Filipem. Zajímala se o projekt Tatry bez bariér a na začátku první tatranské stezky přizpůsobené pro pohyb vozíčkářů odhalila pamětní desku.